# Ryan Whalen
Ryan Whalen (Alamo, 26 luglio 1989) è un ex giocatore di football americano statunitense che ha militato nel ruolo di wide receiver nella National Football League (NFL). Fu scelto nel corso del sesto giro (167º assoluto) del Draft NFL 2011 dai Cincinnati Bengals. Al college ha giocato a football alla Stanford University.

## Carriera

### Cincinnati Bengals
Whalen fu scelto nel corso del giro del Draft 2011 dai Cincinnati Bengals. Nella sua stagione da rookie disputò 4 partite, nessuna delle quali come titolare, ricevendo un totale di 27 yard. Nell'annata successiva scese in campo 9 volte ricevendo 7 passaggi per 53 yard.